# Cine Tetuán
El cine Tetuán fue un local de espectáculos de la ciudad española de Madrid. Usado también como sala teatral, se encontraba en calle de Bravo Murillo, esquina a la calle Francisco Medrano, en el barrio de Tetuán. Fue diseñado por los arquitectos F. J. González de Riancho y E. de la Torriente y Aguirre en el año 1931.

## Arquitectura
La solución al edificio en esquina se resuelve con un único cuerpo de paralelepípedo como un gran contenedor, con una marquesina curva que envuelve las dos fachadas a la altura del primer piso y que tiene como contrapunto en el otro cierre de la fachada principal una torreta o linterna de vidrio, volada, con una imagen que se emparenta con el expresionismo del alemán Erich Mendelsohn, que contenía una escalera de caracol de acceso a la Cabina de Proyección. Los muros estaban enfoscados en un color gris oscuro, imitación a hormigón, con lo que las impostas enfatizan la expresividad del edificio. En la fachada a la calle Francisco Medrano se abrían grandes portones en previsión de una rápida evacuación en caso de incendio o accidente.
Su interior tenía un estilo racionalista y funcional, en planta baja un amplio vestíbulo y el patio de butacas sin apenas adornos, tan sólo el enmarcado de la pantalla, elevada sobre una tarima, pues la sala también estaba concebida para que se pudieran celebrar conferencias y mítines. En la planta alta, la platea estaba sostenida por una única viga de gran canto, con cerchas de acero en cajón, y el bar tenía iluminación natural mediante unos grandes ventanales que daban a la fachada principal, en la vertical de las puertas de acceso.
Fue demolido en 1980, y en el lugar que ocupaba se construyó un edificio de viviendas.